# Xbox (konzol)
Az Xbox egy hatodik generációs videójáték-konzol, melyet a Microsoft gyártott. 2001. november 15-én jelent meg Észak-Amerikában, 2002. február 22-én Japánban és 2002. március 14-én Ausztráliában és Európában az Xbox 360 elődjeként. Ez volt a Microsoft első próbálkozása hardverfejlesztőként a játékkonzol piacon, ahol a Sony PlayStation 2-vel, a Sega Dreamcasttal és a Nintendo GameCube-bal kellett szembenéznie. A beépített Xbox Live szolgáltatás lehetővé tette a játékosok számára az internetes játékot.
Az Xbox gyártásával 2005 augusztusában álltak le, azonban az utolsó Xbox játék; a Madden NFL 09 2008 augusztusában jelent meg. A garancián kívüli Xbox konzolok támogatásával 2009. március 2-án hagytak fel, semmiféle garanciális javítást már nem végeznek el és a hibás konzolokat felár fejében Xbox 360-nal cserélik le. Az Xbox Live támogatás 2010. április 15-én ért véget.

## Története
1998-ban a Microsoft DirectX csapatából négy mérnök, Kevin Bachus, Seamus Blackley, Ted Hase és annak vezetője, Otto Berkes szétszerelt néhány Dell laptopot, hogy annak segítségével megépítsenek egy Microsoft Windows támogatottságú videójáték-konzol prototípusát. A csapat egy olyan konzolt akart létrehozni, amely sikerrel szembe szállhat a Sony PlayStation 2-jével, ami számos videójáték fejlesztőt csábított el a Windows platformtól. A csapat felkereste Ed Friest, a Microsoft játék kiadásáért felelős részlegének akkori vezérét, majd bemutatták neki a Berkes csapata által fejlesztett DirectX grafikai technológián alapuló „DirectX Box” játékkonzoljukat. Fries támogatta a Windows DirectX-én alapuló konzol ötleteit.
A fejlesztés alatt az eredeti DirectX Box név Xbox-ra rövidült. A Microsoft marketing osztálya nem volt megelégedve az Xbox névvel és számos alternatívát javasolt. A véleménykutatás során az Xbox nevet fennhagyták a lehetséges nevek listáján, hogy bebizonyítsák mennyire népszerűtlen lesz a vásárlók körében. A fogyasztói visszaigazolások viszont éppen ennek ellenkezőjét hozták: az Xbox nevet jóval többen támogatták, mint bármelyik másikat, így ez lett a termék hivatalos neve.
Az Xbox volt a Microsoft első projektje a videójáték-konzol iparban mióta a Sega közreműködésével átportolták a Windows CE operációs rendszert a Dreamcast konzolra. A Microsoft több alkalommal elhalasztotta a konzol megjelenését, amit nyilvánosság előtt először 1999 végén említettek meg egy a Microsoft akkori vezérigazgatójával, Bill Gatesszel készített interjúban. Gates kifejtette, hogy egy játék/multimédia eszköz elengedhetetlen az új idők multimédia konvergenciájában. Amikor Bill Gates 2000-ben bemutatta az Xbox-ot a Game Developers Conference rendezvényen a közönséget lenyűgözte a konzol technikai adatai. Gates bejelentésekor a Sega Dreamcast eladásai csökkenőben voltak és a Sony PlayStation 2-je éppen csak megjelent Japánban.
A Japánban aratott nagy siker reményében a Microsoft elhalasztotta a konzol európai megjelenését, viszont később Európa fogékonyabb piacnak bizonyult.
A Microsoft néhány terve hatékonynak bizonyult. A megjelenésre készülődve a Microsoft felvásárolta a Bungie-t és a Halo: Combat Evolved című játékukat a konzollal egy időben jelentették meg. Akkoriban a Nintendo 64-es GoldenEye 007 a kevés sikeresnek mondható konzolos FPS játékok közé tartozott, amely mellett még a Perfect Darkot és a Medal of Honort lehetne megemlíteni. A Halo: Combat Evolved jó beruházásnak bizonyult, mivel az nem kis mértékben növelte az Xbox eladásait. 2002-re a Microsoft eladási adatok tekintetében a Sony mögött tudhatta a konzolját Észak-Amerikában.
A konzol megjelenésekor elérhető népszerű játékok közé sorolható a Dead or Alive 3, az Amped: Freestyle Snowboarding, a Halo: Combat Evolved, a Fuzion Frenzy, a Project Gotham Racing és a Jet Set Radio Future is.

### A gyártás leállítása és az utód
Az Xbox utódját, az Xbox 360-at 2005. május 12-én mutatták be az MTV-n, és Észak-Amerikában 2005. november 22-én jelent meg. Az nVidia 2005 augusztusában állította le az Xbox grafikus vezérlőinek (GPU) gyártását, amely egyben maga a konzol gyártásának végét is jelentette.
Amikor az Xbox 360 egy eltávolítható merevlemezzel van felszerelve, akkor emuláció segítségével támogatja az Xbox játékok korlátozott számát. Mivel az Xbox és az Xbox 360 felépítése eltérő, ezért a szoftveres emuláció az egyetlen módja a kompatibilitásnak az eredeti Xbox hardverének hiányában. Az emuláció támogatja az anti-aliasinget (élsimítás), valamint az alacsony felbontású kép felskálázását. Ezen emulátort rendszeresen frissítik, hogy tovább növeljék a kompatibilis játékok számát. A frissítések ingyenesek, az Xbox Live rendszerén keresztül vagy az Xbox weboldaláról, valamint az Official Xbox Magazine-hoz mellékelt lemezeken is elérhetőek.

## Hardver és kiegészítők

### Hardver
Az Xbox volt az első videójáték-konzol, melyet beépített merevlemezzel szereltek, ami főként játékok mentéseinek és az Xbox Live-ról letöltött tartalmak tárolására szolgált. Ennek köszönhetően nem volt szükség különálló memóriakártyákra (bár már néhány korábbi konzolban, köztük a TurboGrafx-CD-ben, a Sega CD-ben és a Sega Saturnban is volt beépített biztonsági akkumulátor (BBU) 2001 előtt). Az Xbox felhasználók merevlemezre rippelhetik a zeneszámokat a szabvány hanglemezekről, majd ezeket a dalokat bizonyos játékokban még hallgatni is lehet.
Az Xbox volt az első játéktermék, amely támogatja a Dolby Interactive Content Encoder technológiáját, amely lehetővé teszi a valós idejű Dolby Digital kódolást a konzolokon. A korábbi játékkonzolok a Dolby Digital 5.1 hangzást kizárólag a nem interaktív „átvezető jeleneteknél” voltak képesek alkalmazni.
Az Xbox PC hardveren alapul, melynek köszönhetően jóval nagyobb és nehezebb, mint a riválisai. Ez főként a terjedelmes, tálcás megoldást alkalmazó DVD-ROM meghajtónak és a szabvány 3,5 hüvelykes merevlemeznek tudható be. Az Xbox számos biztonsági funkcióval is rendelkezik, mint például a „breakaway kábelek”, amelyek megakadályozzák a konzol lerántását.
Számos belső hardveres módosítást is eszközöltek a konzolon, hogy ezzel is gátolják a moddingot (válaszként a hackerek folyamatosan frissítették a modchip kialakítását), hogy csökkentsék az előállítási költségeket és, hogy megbízhatóbbá tegyék a DVD-ROM meghajtókat (néhány korai modell meghajtói lemezolvasási hibákat (DRE) produkáltak a megbízhatatlan Thomson DVD-ROM meghajtóegységek miatt). Az újabb generációs egységek, melyeket a Thomson TGM-600 DVD-ROM vagy a Philips VAD6011 DVD-ROM meghajtókkal szereltek még mindig meghibásodhattak, melynek következtében nem olvassák be az újabb lemezeket vagy leállítják a konzolt PIO/DMA hibakóddal. Ezen egységekre nem vonatkozott a kiterjesztett garancia.
2002-ben a Microsoft választott bírói eljárást kezdeményezett az nVidia ellen, mivel a két szemben álló fél nem bírt megegyezni az nVidia Xbox-ba gyártott chipjeinek árazásáról. Az nVidia a SEC-nek tett jelentésében közzé tette, hogy a Microsoft a korábbi évhez viszonyítva 13 millió amerikai dollárnyi kedvezményt követel a cégtől a 2002-es üzleti évben. A Microsoft megsértette a két cég megállapodását, amikor a chipsetek árcsökkentését kérvényezte és mikor követelte a nVidiától a mennyiségi korlátok nélküli chipset rendelés teljesítését. Az ügyet 2003. február 6-án peren kívül lerendezték.
A konzol nyitányára elkészült egységeket a főként a Flextronics sárvári és zalaegerszegi valamint guadalajarai (Mexikó) üzemeiben. A zalaegerszegi gyáregységben készültek a panelek, Sárváron folyt az összeszerelés és a végtesztelés. A 2001 szeptemberi indulás és a 2002 áprilisi gyártás leállás közötti időszakban több mint 1600000 panel és ugyan ennyi készülék került ki az üzemekből. A kontrollereket főként Indonéziában és Japánban gyártották.

### Kontrollerek és kiegészítők

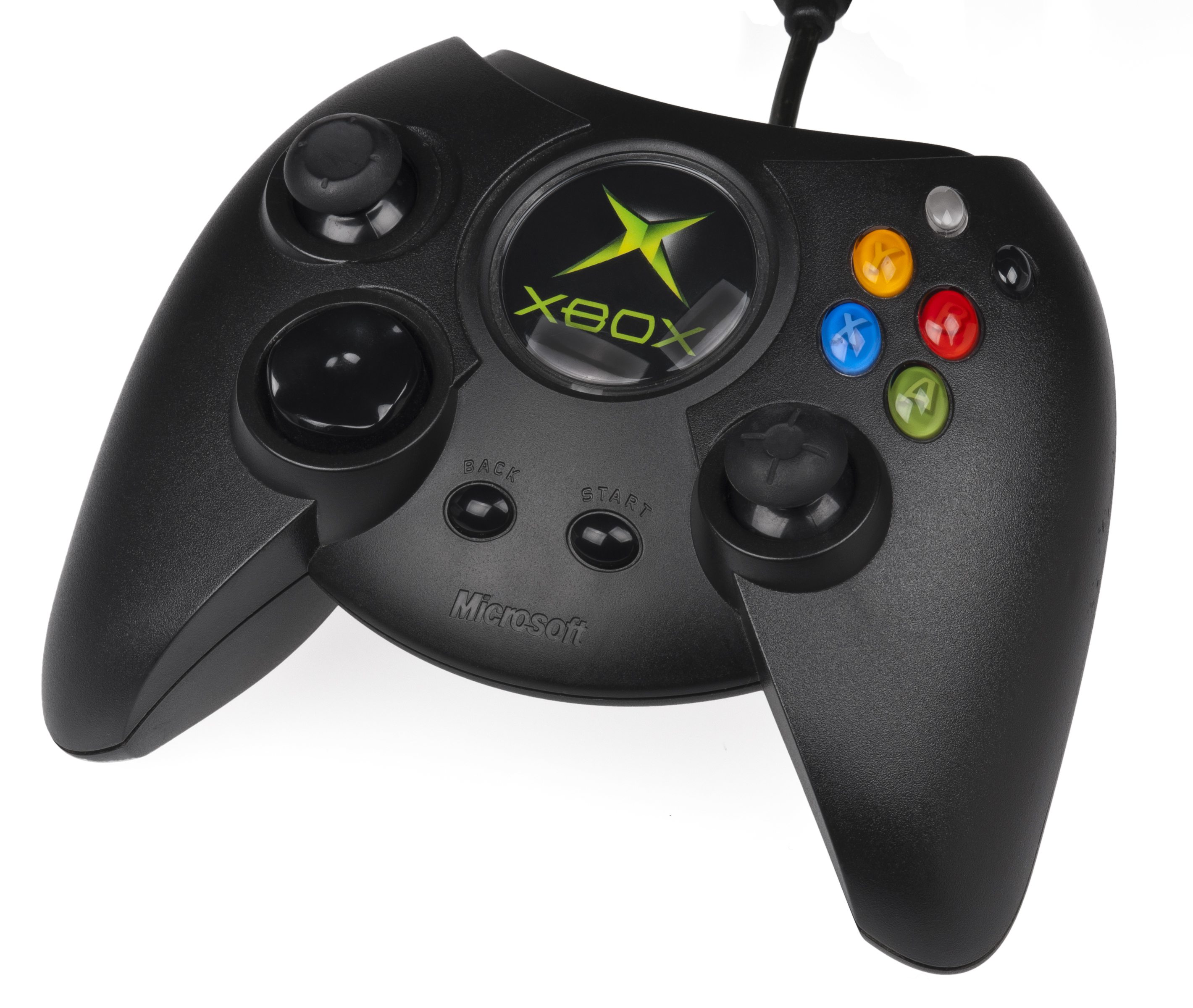
Az eredeti „Fatty” Xbox kontroller

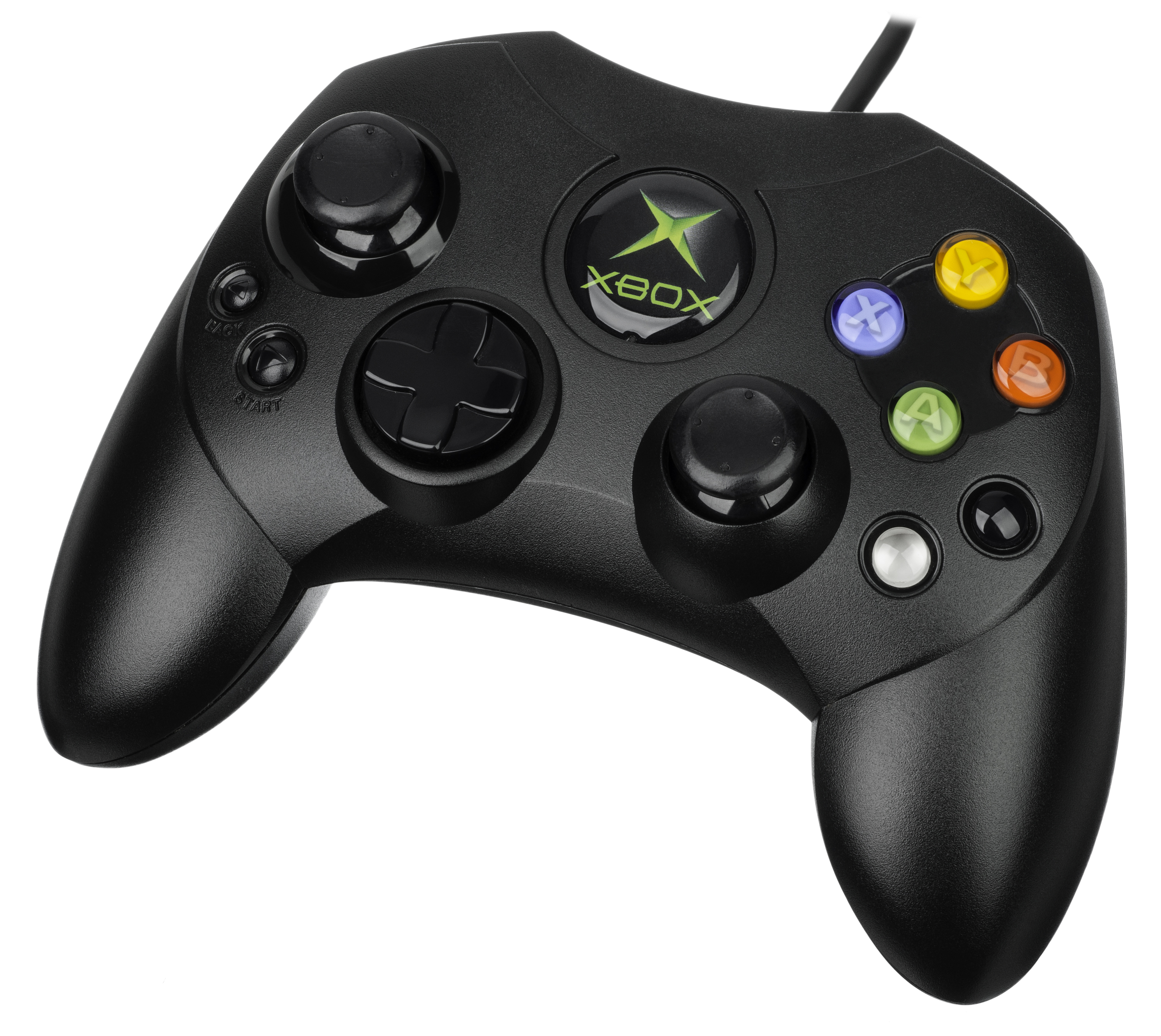
Egy Controller S

Az Xbox kontrollerén két analóg kar, egy nyomásérzékeny d-pad (iránygombok), két analóg ravasz (trigger), egy Back és egy Start gomb, két nyílás a kiegészítők számára és hat 8 bites analóg gomb (A/Green, B/Red, X/Blue, Y/Yellow, Black és White gombok) található. Az eredeti Xbox kontrollert (az angol szaksajtó gyakran „Fatty” vagy „Duke” gúnynevekkel illette) Japán kivételével mindenhol a konzolhoz csomagolták. A kontrollert számos kritika érte, mivel jóval nagyobb, mint a legtöbb videójáték-kontroller, melyet a Guinness World Records Gamer’s Edition 2008-as kiadása is igazolt. 2001-ben elnyerte az amerikai Game Informer magazin „év baklövése” díját, valamint az IGN egyik szerkesztője, Craig Harris a valaha volt második legrosszabb videójáték-kontrollernek kiáltotta ki. A „Controller S” (kódnevén: „Akebono”), egy kisebb, könnyebb Xbox kontroller volt Japánban az eredeti irányító, melyet kisebb kezekhez terveztek. A „Controller S”-t később a közkívánatnak eleget téve más területeken is kiadtak, míg 2002-re teljesen leváltotta az eredeti kontrollert az Xbox csomagjában, az eredeti, nagyobb kontrollert külön kiegészítőként lehetett megvásárolni.
Egy 8 MB-os eltávolítható solid state memóriakártya is csatlakoztatható a kontrollerekhez, amire az Xbox Dashboardjának fájlkezelőjének segítségével a merevlemezről lehet átmásolni játékmentéseket, illetve a játék közvetlenül is menthet rá. A legtöbb Xbox játék mentését át lehet másolni memóriakártyákra és használni is lehet azokat más konzolokon, viszont néhány játékmentés digitálisan szignózva van; minden konzolnak egyedi kulcsa van és néhány játék (mint például a Ninja Gaiden vagy a Dead or Alive Xtreme Beach Volleyball) nem tölti be a mentést, ha azt egy másik Xbox írta alá, ezzel is csökkentve a memóriakártya használhatóságát. Néhány játék mentése másolásvédett vagy egyszerűen nagyobb, mint 8 MB (Star Wars: Knights of the Old Republic). A szignózó mechanizmust az Xbox hacker közösség visszafejtette, és programokat is készítettek, melyekkel úgy lehet módosítani a mentéseket, hogy másik Xbox-on is működjenek, azonban ehhez tudni kell az Xbox szignózó kulcsát (HDkey) és a játék kulcsát is (authkey). A memóriakártyára Xbox Live fiókokat is lehet menteni, leegyszerűsítve ezzel azok használatát több Xbox között.
Az Xbox csomagja egy szabvány AV kábelt is tartalmazott, amely kompozit videó és monó vagy sztereó hangzást biztosít RCA bemenettel rendelkező televíziók számára. Az európai Xbox modellekhez a szabvány AV kábel mellett egy RCA-SCART átalakítót is csomagoltak.

## Operációs rendszer
Az Xbox-on egyedi operációs rendszer fut, amelyről egykoron úgy gondolták, hogy a Windows 2000 kernel módosított változata. A Microsoft Windows-hoz hasonló API-kkal, köztük a DirectX 8.1-gyel rendelkezik. A rendszerszoftver a Windows NT felépítésen is alapulhatna, amely a Windows 2000-t is meghajtja. Később kiderült, hogy egyiknek sem a módosított változata, hanem teljesen új rendszer.
Az Xbox felhasználói felületét Xbox Dashboardnak hívják. Tartalmaz médialejátszót, mely képes a zenei lemezek lejátszására vagy azok lerippelésére az Xbox beépített merevlemezére, majd a lerippelt zeneszámok lejátszására. A Dashboardon keresztül kezelhetik a felhasználók a játékok mentéseit, a zenéket és az Xbox Live-ról letöltött tartalmakat, valamint ezen keresztül léphetnek be és kezelhetik az Xbox Live fiókjukat. A zöld és a fekete számos árnyalata dominál rajta, összhangban az Xbox fizikai megjelenésével. Amikor az Xbox 2001-ben megjelent, akkor még nem volt elérhető a Live szolgáltatás, a Dashboard Live opciója használhatatlan volt.
Az Xbox Live 2002-ben jelent meg, ennek elérésére viszont a felhasználóknak vásárolnia kellett egy „Xbox Live kezdőcsomagot”, ami egy headsetet, egy előfizetést és egyéb kiegészítő dolgokat (demó vagy teljes játék) is tartalmaz. Amikor még az Xbox-ot támogatta a Microsoft az Xbox Dashboardot számos alkalommal frissítették a csalók számának csökkentése, a biztonsági rések befoltozására és új funkciók hozzáadása érdekében.

## Xbox Live
2002. november 15-én a Microsoft elindította az Xbox Live szolgáltatást, amely lehetővé tette az előfizetők számára más előfizetőkkel való internetes játékot és új tartalmak letöltését közvetlenül a rendszer merevlemezére. Az internetes szolgáltatás kizárólag széles sávú internetkapcsolattal volt elérhető. Az Xbox Live indításától számított második hónapban már körülbelül 250 000-en fizettek elő a szolgáltatásra. 2004 júliusában a Microsoft bejelentette, hogy az előfizetők száma meghaladta az egymilliót; 2005 júliusában a kétmilliót, 2007 júliusában pedig a hárommilliót. 2009 májusára az előfizetők száma húszmillióra nőtt. 2010. február 5-én Marc Whitten a gamerscoreblogon közzé tette, hogy az eredeti Xbox Live szolgáltatása 2010. április 14-én meg fog szűnni. A szolgáltatások az ütemtervnek megfelelően leálltak, de egy húsz tagot számláló játékos közösség még majdnem egy hónappal utána is játszott úgy, hogy egyszerűen nem léptek ki a Halo 2 című játékból. Az APACHE N4SIR nevű felhasználó volt az utolsó aki az eredeti Xbox Live szolgáltatását igénybe vette; 2010. május 11-én 01:58 perckor EDT (UTC-4) végül ledobta a szerver.

## Játékok
Az Xbox 2001. november 15-én jelent meg Észak-Amerikában. A legsikeresebb a konzollal egy időben megjelent játéka („launch title” vagy „launch game”) a Halo: Combat Evolved volt. A folytatása, a Halo 2 a legkelendőbb Xbox játék lett világszerte. Annak ellenére, hogy számos sikeresebb külsős cégek által fejlesztett nyitócím is volt, köztük az NFL Fever 2002, a Project Gotham Racing és a Dead or Alive 3, azonban az Xbox kezdeti hírnevét nagyban csorbította az Azurik: Rise of Perathia és a többi Microsoft által készített vagy megjelentett játék bukása.
Ugyan a konzol már a kezdetektől fogva jelentős támogatást élvezett a külsős fejlesztőktől, azonban számos korai Xbox játék nem használta ki teljesen az erősebb hardvert; csak kevés kiegészítő funkciót vagy grafikai fejlődést voltak képesek felmutatni a PlayStation 2-es verziókhoz képest, így kiaknázatlanul hagyták az Xbox egyik fő erényét. A Sony az Xbox sikereinek csökkentésének érdekében rövid ideig biztosította az, olyan kifejezetten várt játékok PlayStation 2 exkluzivitását, mint a Grand Theft Auto sorozat játékai vagy a Metal Gear Solid 2: Sons of Liberty.
2002-ben és 2003-ban számos játék segítette az Xbox lendületének fenntartásában, valamint a PlayStation 2-től való megkülönböztetésben. Az Xbox Live internetes szolgáltatást 2002 végén üzemelték be és, olyan főbb címekkel támogatták, mint a MotoGP, a MechAssault és a Tom Clancy’s Ghost Recon. Számos az eladások tekintetében és a kritikusoknál is jól teljesítő játék ezen időszak alatt jelent meg, köztük a Tom Clancy’s Splinter Cell, a Ninja Gaiden és a LucasArts Star Wars: Knights of the Old Republicja is. A Take-Two Interactive a Sony-val kötött exkluzivitási egyezménye alapján csak több hónap eltéréssel jelentethette meg a Grand Theft Auto III-at és a folytatásait Xbox-ra. Számos kiadó egyszerre jelentette meg a játékainak PlayStation 2-es és Xbox-os változatait, ahelyett, hogy számos hónappal később adták volna ki az utóbbit.
2004-ben a Halo 2 a szórakoztató ipar legtöbb bevételt hozó termékké vált: több, mint 125 millió amerikai dollárnyi bevételt eredményezett megjelenésének napján és az Xbox Live első killer appjává (olyan játék, amely egymagában eladja a rendszert) vált. Még ebben az évben a Microsoft megegyezett az Electronic Artsszal, hogy népszerű sportjátékaikat Xbox Live támogatással lássák el.
Az utolsó Xbox-ra megjelent játék a Madden NFL 09 lett, amit 2008. augusztus 12-én adtak ki, így az egyetlen Xbox játék volt, ami 2008-ban megjelent.

## Technikai részletek

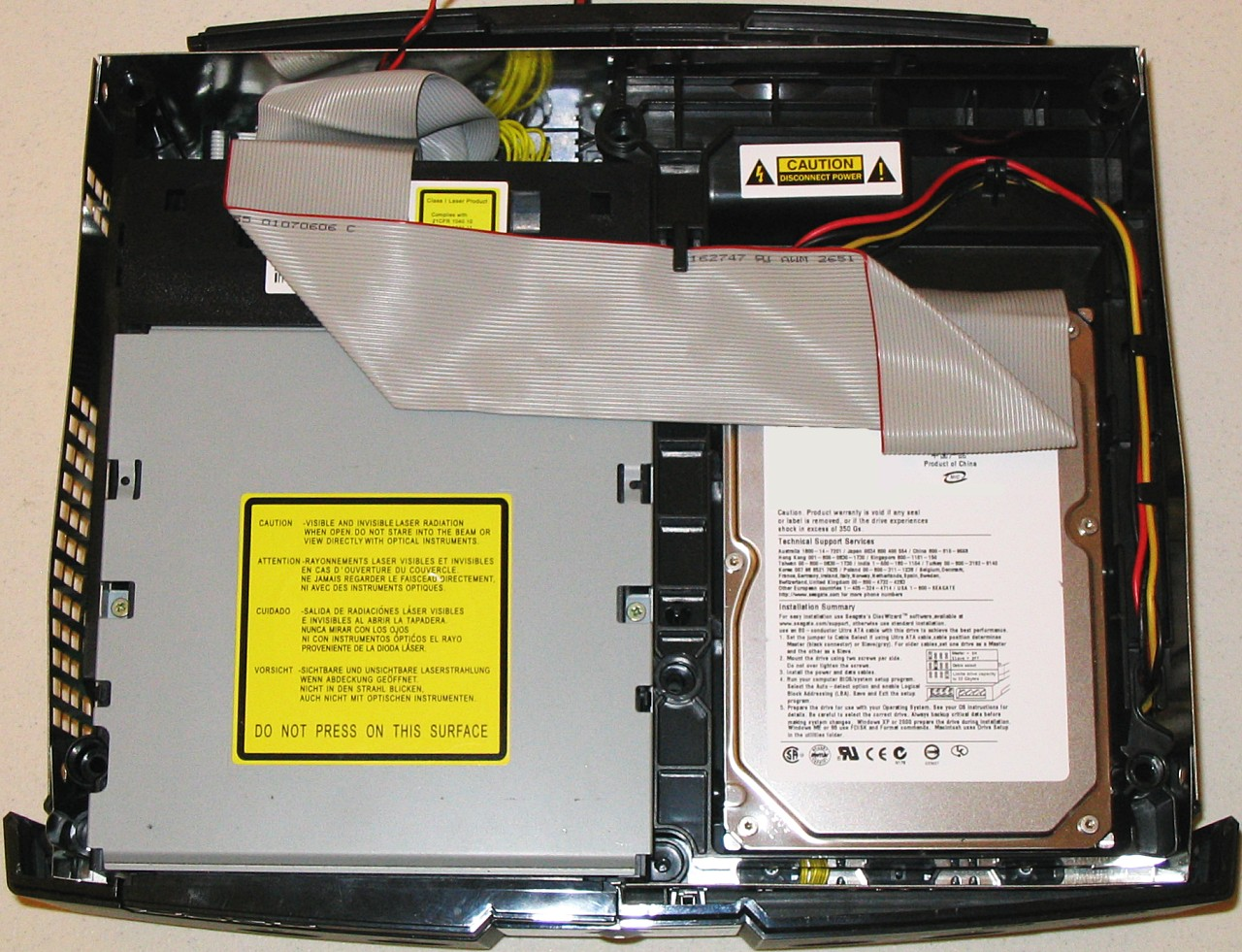
Az Xbox meghajtói

- CPU: 32 bites 733 MHz, egyedi Intel Pentium III Coppermine-alapú processzor Micro-PGA2 foglalatban (bár BGA eljárással van az alaplapra forrasztva). 180 nm csíkszélesség.[39]
  - SSE lebegőpontos SIMD. Négy egyszeres pontosságú lebegőpont órajelciklusonként.
  - MMX integer SIMD
  - 133 MHz 64 bites GTL+ front-side bus (FSB) a GPU-hoz
  - 32 kB első szintű gyorsítótár (L1 cache). 128 kB on-die (processzorba épített) másodszintű gyorsítótár (L2 cache)
- Osztott memória alrendszer
  - 64 MB DDR SDRAM 200 MHz órajel mellett; dual-channel 128 bites felépítésben, amely így 6400 MB/s teljesítményre leadására képes
  - A Hynix vagy a Samsung gyártotta a gyártási időtől és helytől függően
- GPU és alaplapi chipset: 233 MHz „NV2A” ASIC. A Microsoft és az nVidia közös fejlesztése.
  - Geometriai motor: 115 millió vertex/s, 125 millió részecske/s (csúcs)
  - 4 pixel futószalag (pixel pipeline) 2 textúra egységgel szalagonként
  - 932 megapixel/s (233 MHz × 4 futószalag), 1864 megatexel/s (932 MP × 2 textúra egység) (csúcs)
    - Háromszög csúcsteljesítmény (32 pixel elkülönítve a fillrate-től): 29 125 000 32-pixel háromszög/s nyersen vagy 2 textúrával és írással
      - 485 416 háromszög képkockánként 60 képkocka/s képfrissítés mellett
      - 970 833 háromszög képkockánként 30 képkocka/s képfrissítés mellett

  - 8 textúra menetenként, textúra tömörítés, teljes képernyős élsimítás (NV Quincunx, supersampling, multisampling)
  - Bilineáris, trilineáris és anizotropikus textúraszűrés
  - Teljesítményben a GeForce 3 Ti500 PC GPU-hoz hasonlítható
- Adathordozó
  - 2×–5× (2,6 MB/s–6,6 MB/s) CAV DVD-ROM
  - 8 vagy 10 GB, 3,5  hüvelykes, 5400 RPM merevlemez. 8 GB-os FATX fájlrendszerre formázva.
  - Opcionális 8 MB-os memóriakártya a játékmentések fájlátviteléhez.
- Hangprocesszor: NVIDIA „MCPX” (SoundStorm „NVAPU” néven is ismert)
  - 64 3D hangcsatorna (256 sztereó hangig)
  - HRTF Sensaura 3D javítás
  - MIDI DLS2 támogatás
  - Mono, sztereó, Dolby surround, Dolby Digital Live 5.1 és DTS Surround (kizárólag DVD filmeknél) hang kimeneti opciók
- Integrált 10/100BASE-TX vezetékes ethernet
- DVD film lejátszás (külön megvásárolható kiegészítővel)
- A/V kimenetek: kompozit videó, S-Video, komponens videó, SCART, digitális optikai TOSLINK és sztereó RCA analóg hang
- Felbontás: 480i, 480p, 576i, 576p, 720p, 1080i
- Kontroller bemenetek: 4 egyedi USB 1.1 bemenet
- Súly: 3,86 kg (8,5 lb)
- Méretek: 320×100×260 mm (12,5×4×10,5 in)[40]

## Marketing

### Értékesítés
| Régió         | Eladott példány (2006. május 10-ig) | Megjelenés         |
| ------------- | ----------------------------------- | ------------------ |
| Észak-Amerika | 16 millió                           | 2001. november 15. |
| Európa        | 6 millió                            | 2002. március 14.  |
| Ázsia         | 2 millió                            | 2002. február 22.  |
| Világszerte   | 24 millió                           |                    |

Az Xbox 2001. november 15-én jelent meg Észak-Amerikában és a viszonylag nagy érdeklődés és a gépek leszállított mennyiségének alacsony száma miatt hamar kifogytak belőle.
Az Xbox-ból 24 millió példány kelt el világszerte 2006. május 10-ig a Microsoft szerint. Ebből 16 millió egység Észak-Amerikában, 6 millió Európában és 2 millió Ázsiában.

### Brit reklám botrány
2002-ben az Independent Television Commission (ITC) betiltotta az Xbox egyik televíziós reklámját az Egyesült Királyságban, miután számos panasz érkezett miszerint az erősen ízléstelen, erőszakos, félelemkeltő és felkavaró. A reklámban egy anya ad életet egy kisfiúnak, akit lövedékszerűen kilő a kórház ablakán, majd miközben kiabálva repül tovább egyre idősödik. Ahogy átszárnyal egy nagy területet gyorsan végig halad életének szakaszain. Miután idős emberré korosodott belezuhan a saját koporsójába. A reklám „Az élet rövid. Játssz többet.” szlogennel zárul.

## Modding

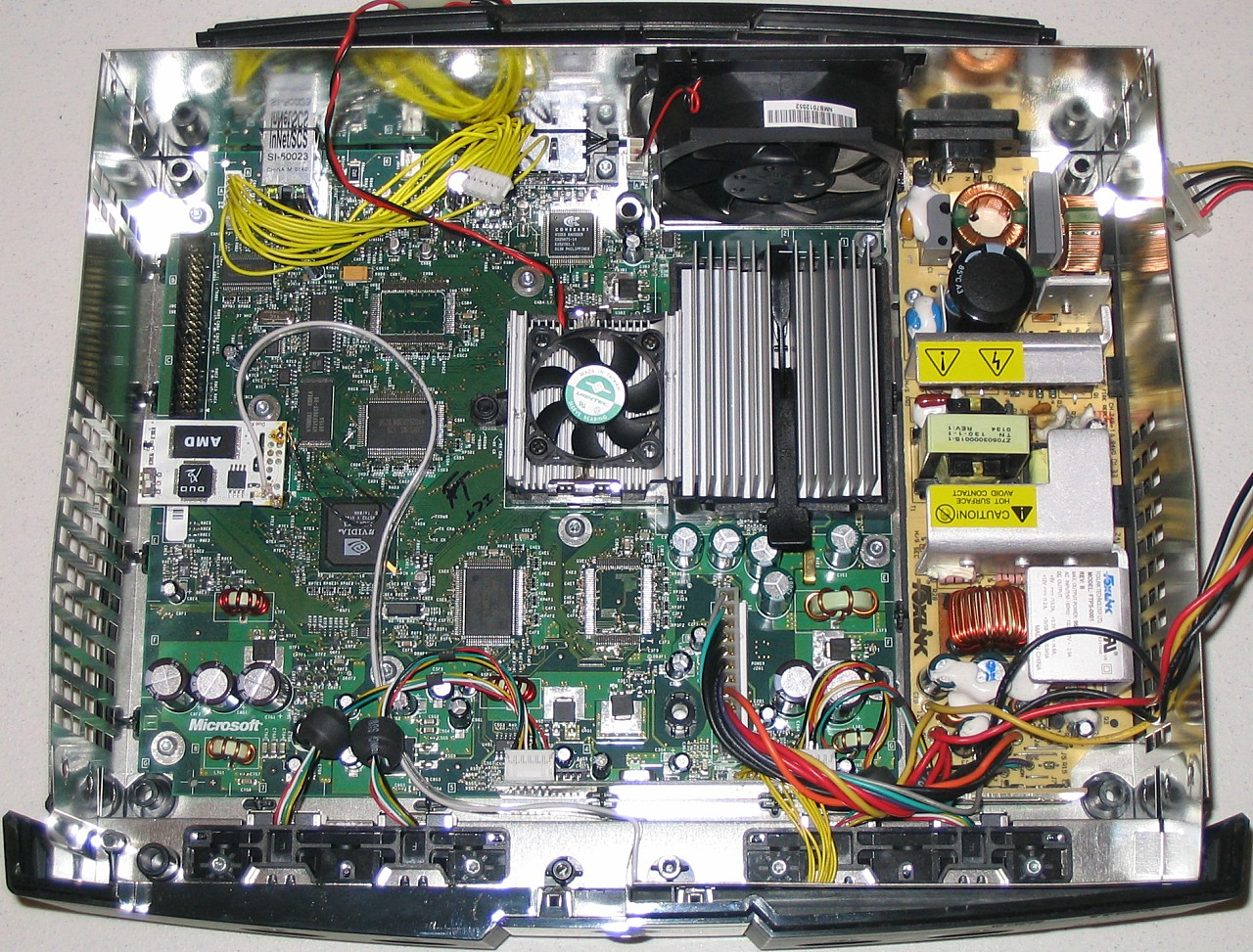
Az Xbox alaplapja modchippel szerelve

Az Xbox népszerűségének, valamint (az Egyesült Államokban) viszonylag rövid 90 napos garanciájának köszönhetően számos próbálkozás született annak beépített hardveres és szoftveres védelmi rendszereinek kijátszására, amely fogalom moddingként vált ismertté. A megjelenése utáni néhány hónapban az Xbox BIOS kezdeti védelmi rétegét (amely erősen a túlbonyolításra építkezett) Andrew Huang MIT tanuló feltörte, akinek az MCPx chipbe „rejtett” boot ROM-ot is sikerült kinyerni egy egyedileg épített hardverrel. Amint ez az információ elérhetővé vált a kódot hamarosan úgy módosították, hogy az átugorja a digitális aláírás és a média jelzők ellenőrzését, ezzel lehetővé téve az aláíratlan kódok; Xbox játékok másolatainak futtatását. Ez az Xbox védelmi rendszerének hibái miatt lehetséges. Az Xbox bármiféle moddolására érvényét veszti a garancia, mivel az a konzol szétszerelésével járhat. A módosított Xboxokat letilthatta a Microsoft az Xbox Live szolgáltatásról, mivel az megszegi annak felhasználási feltételeit, viszont a legtöbb modchippet ki lehet kapcsolni, így a rendszer a „gyári” beállításokon tud bootolni. A softmodok is kikapcsolhatóak egy játék „coldbootolásával” (a játék DVD-jét a konzol indítása előtt a gépbe kell helyezni, így a softmod nem tölt be) vagy multiboot konfiguráció alkalmazásával.
Az Xbox moddolásának négy alapvető módszere van:
- Modchip: egy modchip telepítése a Xbox alaplapjára, amely megkerüli az eredeti BIOS-t egy módosítottal, ami pedig a biztonsági rendszereket kerüli meg.[45]
- TSOP flashelés: az alaplapi BIOS chip újraflashelése egy módosított BIOS-szal, amely megkerüli a biztonsági rendszereket. Az Xbox BIOS-szát egy szabványos EEPROM (a „TSOP”) tárolja, ami az alaplapi portok áthidalásával írhatóvá válik az Xbox számára.[46] Az alaplapi TSOP flashelése általában egy speciálisan kialakított játékmentéssel történik (lásd a játékmentés sebezhetőség pontot alább), de a TSOP leforrasztása után egy átlagos EEPROM programozóban is újra lehet írni. Ez a módszer csak az 1.0 és az 1.5 közötti verziószámú Xbox-okon működik, mivel az ennél újabb változatokon a szabványos TSOP-t egy egyedi chipben tárolt LPC ROM-ra cserélték.[47]
- Softmodok: kiegészítő szoftverfájlok telepítése az Xbox merevlemezére, amelyek a Dashboard programozási hibáit kihasználva átveszik a rendszer feletti uralmat, majd felülírják a BIOS memóriában lévő másolatát.[48] A softmodok biztonságosak voltak az Xbox Live-ra nézve ha a felhasználó engedélyezte a multibootingot a Microsoft Dashboardjáról egy eredeti játék lemezét használva. (Lásd még: Xbox softmodok)
  - Játékmentés sebezhetőség: bizonyos hivatalosan megjelent játékok mentéseit betöltve túl lehet tölteni a puffert a játékmentés kezelésében.[49] Amikor ezek a speciális játékmentések betöltődnek, akkor egy szkripteket tartalmazó interfészt érhetnek el, mellyel telepíteni lehet a softmodhoz szükséges fájlokat. A legtöbb játékmentés sebezhetőség kiaknázásához nem szükséges szétszerelni az Xbox-ot.
- Hot swapping: egy számítógép segítségével módosítani kell a konzol merevlemezén található adatokat. Ehhez az Xbox-nak fel kell oldania a bekapcsolt merevlemezt, majd az áram alatt lévő meghajtóból el kell távolítani a konzol IDE-kábelét, majd helyére egy bekapcsolt számítógép hasonló csatlakozóját kell bedugni. Egy Linux-alapú live CD használatával a merevlemez adatai olvashatóvá, írhatóvá és törölhetővé válnak. A legtöbb esetében egy automatizált szkript telepíti a softmodhoz szükséges fájljlokat az Xbox merevlemezére. Ezt a technikát széles körben alkalmazták számos internetes játékban csalásokra. A hot swap technika a konzol szétszerelésével jár.

### Alternatív operációs rendszerek
A játék mellett egy módosított Xbox médiacenterként is működhet az XBMC segítségével.
Több Linux disztribúciót kifejezetten Xbox-ra fejlesztettek, köztük a Gentoo-alapúakat, a Debiant, a Damn Small Linux-ot és a Dyne:bolicot.
Alternatív operációs rendszerek listája:
- Xbox Linux: a Linux Xbox-ra való portolásának projektje.
- A FreeBSD és a NetBSD[52] is át lett portolva Xbox-ra.
- Windows CE[53]
- ReactOS
- A Windows XP egy részleges portja is elérhető néhány moddinggal foglalkozó weboldalon, de ennek telepítése általában a CPU eltávolításával és egy eltérő Pentium III-as processzor felforrasztásával, valamint egy erősen módosított BIOS feltöltésével jár. A módosított konzolok egyik előnye a trainerek (csaló programok) használatának lehetősége.